# Isaac Boakye
Isaac Boakye (Kumasi, 26. studenoga 1981.) bivši je ganski nogometaš koji je igrao na poziciji napadača. 

## Igračka karijera
Karijeru je započeo u klubu Ghapoha Readers iz ganskog grada Teme. Potom je otišao u klub Goldfields Obuasi. 
Godine 2001. bio je na probi u švedskom klubu Norrköpingu. Nakon tih proba je otišao u ganski klub Asante Kotoko. Sljedeće probe su mu bile u turskom klubu Ankaragücüu.
Kad je imao 22 godine, potpisao je za njemačku Arminiu iz Bielefelda, ondašnjeg drugoligaša. U klubu se našao u dobrom okružju, osobito jer je klub u tom vremenu bio na čelu ljestvice, konkurirajući za ulazak u najviši razred.
U 26 utakmica za svoj klub je postigao 14 pogodaka. U reprezentaciji nije bio tako uspješan - 5 pogodaka u prvih 20 susreta.
U ožujku 2005. produžio je ugovor s Arminiom do lipnja 2008. godine. No, učestale ozljede koljene su svele Boakyeove nastupe za klub na samo četiri nastupa te sezone. Unatoč tome, klub mu je ponudio novi ugovor. Dok je dvije sezone igrao za Arminiju iz Bielefelda u prvoj ligi, postigao je 10 pogodaka.
Ljeti 2006. Isaac Boakye pridružio se njemačkom prvoligašu Wolfsburgu. Potpisao je trogodišnji ugovor. 
U siječnju 2008.  klub ga je posudio Mainzu. Krajem sezone vratio se u Wolfsburg.